# Baltic: pies, który płynął na krze

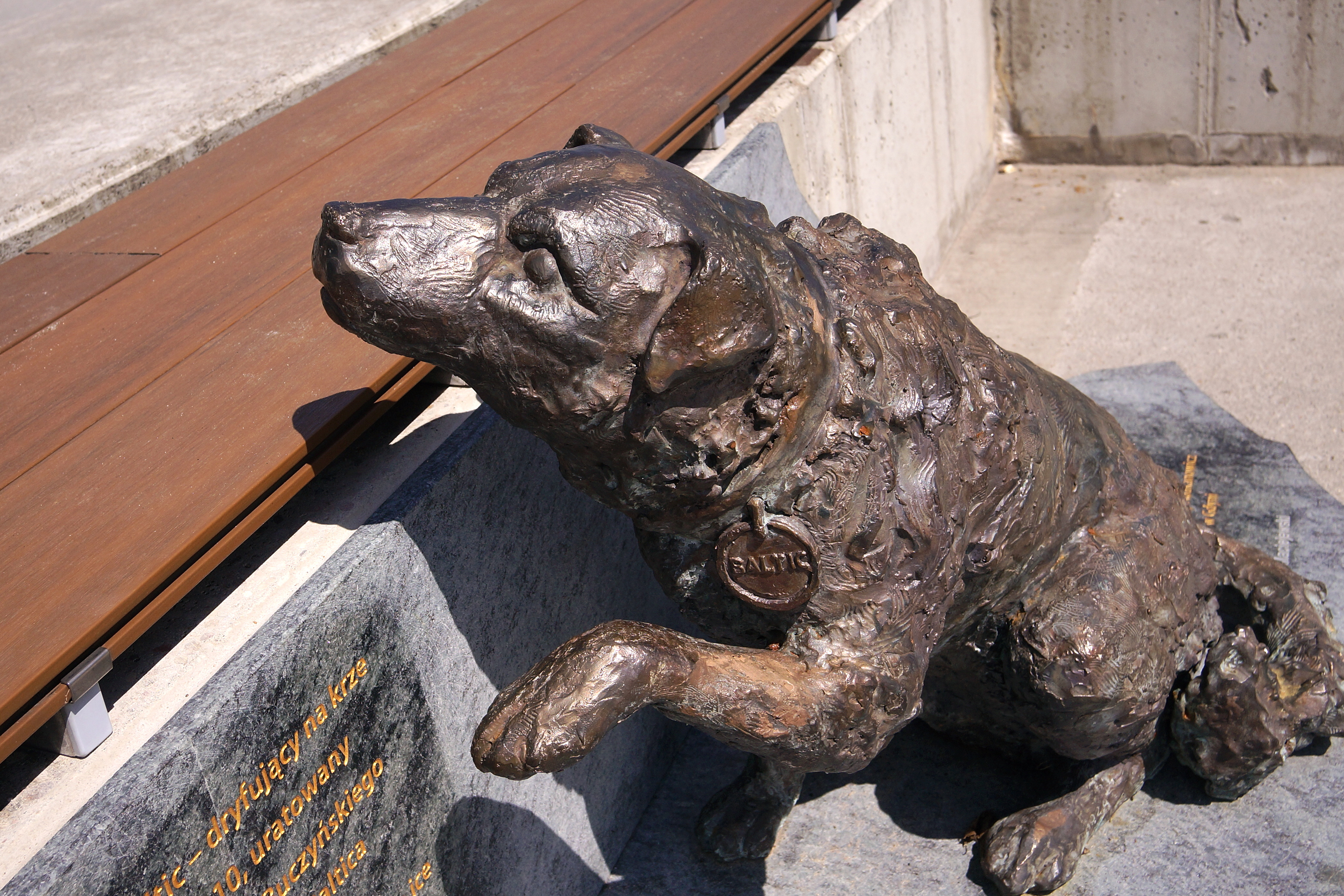
Rzeźba Baltica w gdyńskiej marinie

Baltic: pies, który płynął na krze – książka dla dzieci autorstwa Barbary Gawryluk wydanej przez wydawnictwo Literatura w 2012 roku.
Treść książki to fabularyzowana opowieść oparta na prawdziwych wydarzeniach. Napisana jest w stylu reporterskim, który uwypukla dramatyczne przeżycia psa. Wskazuje, że ludzie są wrażliwi na los zwierząt, które są ich przyjaciółmi.

## Fabuła

### Ucieczka
Głośne fajerwerki przeraziły psa Baltica, który zerwał się ze smyczy i zaczął uciekać jak najdalej od głośnych eksplozji.

### Batonik od Pawełka
Po wielogodzinnej ucieczce, w pobliżu kolejnej wioski, pies zauważył dzieci zjeżdżające na sankach. Jedno z dzieci (Pawełek), poczęstowało go batonikiem. Mama Pawełka przestrzegała swojego synka, żeby nie zbliżał się do obcego (być może dzikiego) psa. Kolejne fajerwerki ponownie wystraszyły Baltica, który ponownie zaczął uciekać. Schronienie znalazł po wielu godzinach biegu w starej szopie.

### W przedszkolu
Następnego dnia rano Baltic został wypędzony z szopy przez dwóch mężczyzn. Pracownica przedszkola zauważyła psa przy śmietniku i przyniosła mu resztki z obiadu. Następnie poinformowała straż miejską o bezpańskim psie, który powinien być zabrany do schroniska. Na miejsce przybyło trzech mężczyzn, lecz pies wymknął się obławie, ku uciesze przestraszonych dzieci w przedszkolu, i uciekł na ulicę.

### W autobusie
Pies wbiegł do autobusu stojącego na przystanku i schował się pod siedzeniem na końcu autobusu. Tam zauważyła go Marysia, mała dziewczynka, która z babcią, mamą, dwiema siostrami i wujkiem Zbyszkiem, jechała do domu.

### Nad Wisłą
Z mostu nad Wisłą, po tym jak przestraszyły psa wybuchy materiałów wysadzających tafle lodowe na Wiśle we wsi Dobrzynka, pies zeskoczył w kierunku rzeki, a następnie wbiegł na jej środek. Po kolejnym wybuchu lód pękł i wielka tafla kry oderwała się od brzegu.

### Na krze
Pies płynął z nurtem rzeki na krze. Na prośbę Marysi, jej wujek Zbyszek zadzwonił do strażaków, do Radkowa, żeby spróbowali uratować psa. Wieczorem, w programie informacyjnym, Marysia z rodziną zobaczyła jak strażacy próbują ratować psa płynącego na krze.
Po długiej podróży pies wypłynął na szerokie wody Zatoki Gdańskiej. Na otwartym morzu po czterech nocach spędzonych na tafli lodu spotkał leniwe foki.

### Rejs R/V Baltica
W odległości około 15 mil morskich od wybrzeża kapitan zauważył wśród stada fok topiącego się psa. Na początku myślał, że to człowiek się topi. Pan Adam miał akurat wachtę w maszynowni. Pobiegł z maszynowni na górę, żeby wsiąść do łodzi ratunkowej. W ostatniej chwili udało się panu Adamowi wciągnąć psa na pokład łodzi ratunkowej. Na statku R/V Baltica, w laboratorium, przykryty kocami pies dochodził do siebie. Na początku nic nie chciał jeść, tylko trochę pił. W końcu pan Adam zachęcił go do jedzenia.

### W porcie
Po ogłoszeniu informacji o szczęśliwym uratowaniu psa w gazetach, telewizji i radiu zgłaszało się wielu ludzi, którzy się podawali za właścicieli psa.

### Baltic, członek załogi R/V Baltica
W końcu pies został oficjalnym członkiem załogi i otrzymał imię Baltic. Pan Adam otrzymał list od znanej aktorki Brigitte Bardot, która dziękowała mu za wspaniałą postawę i uratowanie psa.

### Urlop nad jeziorem
Pan Adam spędzał urlop na Kaszubach, gdzie nad jeziorem był ratownikiem wodnym. Zabrał na urlop Baltica, który poznał tam panią Kasię, ratowniczkę medyczną i jej suczkę Nukę.

### Wizyta na kolonii
Wychowawczyni kolonii poprosiła pana Adama o pogadankę dla dzieci kolonijnych na temat bezpieczeństwa nad wodą. Pan Adam mówił dzieciom o tym czego nie wolno robić nad wodą i jak ratować topielca. Opowiedział też historię Baltica.

### Znowu na pokładzie
Nuka nauczyła Baltica chodzenia po schodach na górny pokład.

## Bohaterowie
- pies Baltic – główny bohater
- Pawełek i jego mama
- mężczyźni
- pani Teresa i dzieci w przedszkolu
- strażnicy miejscy
- pasażerowie autobusu
- strażacy
- foki
- pan Adam – oficer medyczny i mechanik
- kapitan Jerzy, kucharz Mirek, marynarze i naukowcy – reszta załogi
- pani Kasia – ratowniczka medyczna i jej suczka Nuka
- dzieci z kolonii

## Nawiązania
Na podstawie książki w Miejskim Teatrze Miniatura w Gdańsku powstał spektakl dla dzieci pod tytułem „Baltic. Pies na krze”, którego prapremiera odbyła się 16 grudnia 2012. Został on określony mianem „gdańskiej wersji «Opowieści wigilijnej»” aby przypominać o ważności takich wartości jak dobroć, współczucie i dbałość o słabszych.
W czerwcu 2024 w Gdyni odsłonięta została rzeźba psa Baltica. Uroczystego aktu dokonał Adam Buczyński – opiekun uratowanego psa.